# Porvooi Közösség

A Porvooi Közösség tagegyházainak otthont adó országok. Az Anglikán Közösség tagegyházai kék, vagy lila, az északi evangélikus egyházak vörös betűkkel szedve.

A Porvooi Közösség 12 európai protestáns egyház szövetsége. Olyan egyházak hozták létre, amelyek egyike sem áll közösségben a katolikus egyházzal vagy az ortodox egyházakkal.
Az egyesülést létrehozó egyezmény, A Porvooi Közös Nyilatkozat teljes kommuniót hozott létre az aláíró egyházak között. Az egyezményről szóló tárgyalások a finnországi Järvenpää városban folytak és itt is írták alá, nevét mégis Porvoo városról kapta, ahol az aláírás után az egyházak képviselői közös úrvacsorai istentiszteleten vettek részt. (Ennek az volt az oka, hogy a külföldiek vélhetően nem tudták volna kiejteni az egyezmeny nevét, ha Järvenpää szerepel benne.)
Az aláíró egyházak: az Ír Egyház (Church of Ireland), Nagy-Britannia anglikán egyházai, az észak-európai országok evangélikus egyházai valamint Észtország és Litvánia evangélikus egyházai. Későbbi tárgyalások után csatlakoztak az Ibériai-félsziget Anglikán Közösséghez tartozó egyházai is.
Megfigyelőként vesz részt az együttműködésben a Dán Népegyház és a Lett Evangélikus Egyház is.